# NGC 2610
NGC 2610 ist ein Planetarischer Nebel im Sternbild Wasserschlange, mit einer Flächenhelligkeit von 12,7 mag. Seine Entfernung zu uns beträgt wahrscheinlich etwa 5.600 Lichtjahre.
Der Nebel wurde am 31. Dezember 1785 von dem Astronomen Wilhelm Herschel mit einem 48-cm-Teleskop entdeckt.